# Dzmitry Asipenka
Dzmitry Asipenka (biélorusse : Дзмітрый Асіпенка), né le 12 décembre 1982 à Minsk, est un footballeur professionnel biélorusse évoluant au poste d'attaquant.

## Biographie
Avec 14 buts marqués, il est le meilleur buteur du championnat de Biélorussie 2012.

## Palmarès
- Championnat de Biélorussie :
  - Vice-champion : 2012 et 2013 avec le Chakhtior Soligorsk

- Coupe de Biélorussie :
  - Vainqueur : 2014 avec le Chakhtior Soligorsk

- Championnat de Biélorussie de deuxième division :
  - Champion : 2021 avec l'Arsenal Dziarjynsk

### Récompenses individuelles
- Meilleur buteur du Championnat de Biélorussie en 2012